# Sven Martinek

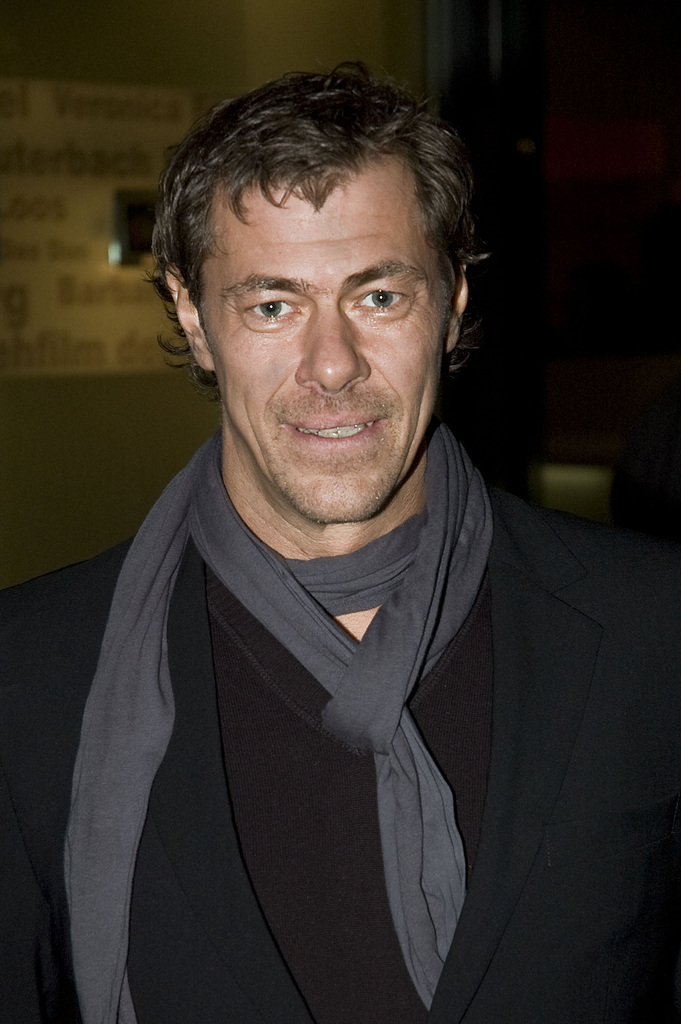
Sven Martinek auf der Berlinale 2008

Sven Martinek (* 18. Februar 1964 in Magdeburg) ist ein deutscher Schauspieler und Hörbuchsprecher.

## Leben
Martinek absolvierte seine Schauspielausbildung von 1985 bis 1989 an der Hochschule für Schauspielkunst Ernst Busch in Berlin. Er wurde 1982 durch die Hauptrolle im Fernsehfilm Das Mädchen und der Junge und durch eine Nebenrolle im Film Insel der Schwäne bekannt. Bereits 1978 wurde er für die Hauptrolle im DEFA-Jugendfilm Sieben Sommersprossen gecastet. Diese erhielt schließlich Harald Rathmann.
Populär wurde Martinek durch die Actionserie Der Clown. Nach der Serie und dem Kinofilm Der Clown Payday spielte Martinek in der ZDF-Serie Die Spezialisten: Kripo Rhein-Main den im Rollstuhl sitzenden Kriminalhauptkommissar Thomas Wallner. In der Arztserie Stefanie – Eine Frau startet durch spielte er einen Oberarzt. Außerdem war er in der ARD-Serie Tierärztin Dr. Mertens in einer durchgehenden Rolle zu sehen. Er spielte dort den Kinderarzt Dr. Christoph Lentz.
Zwischenzeitlich hatte er als Jan Berger eine durchgehende Gastrolle in der Fernsehserie In aller Freundschaft; er spielte den Freund und zeitweiligen Lebensgefährten der Serienfigur Dr. Kathrin Globisch. 1997, 2003, 2004, 2008 und 2012 hatte er eine Rolle in der Serie Alarm für Cobra 11 – Die Autobahnpolizei. Seit 2012 ist er als Finn Kiesewetter in einer Hauptrolle der Serie Heiter bis tödlich: Morden im Norden aus der ARD-Krimireihe Heiter bis tödlich zu sehen.
Martinek war unter anderem mit Diana Frank, Simone Thomalla, Judith Kernke und Kader Loth liiert. Die Mütter seiner ersten beiden Töchter (* 1985 Esther Sedlaczek, * 1988 Julia) sind nicht öffentlich bekannt. Mit der Schauspielerin Christine Hoppe bekam er Zwillingsmädchen (* 1989) und mit deren Berufskollegin Maren Schumacher einen Sohn (* 1993) aus der gemeinsamen Ehe (1993–1995). Aus der Ehe (2003–2011) mit Xenia Seeberg stammt ein weiterer Sohn (* 2005). Martinek ist seit 2018 mit Bianca Rütter, der Exfrau von Martin Rütter, liiert.
Seit 2020 ist Martinek Schirmherr des Ronald-McDonald-Hauses in Lübeck.

## Filmografie (Auswahl)
- 1982: Das Mädchen und der Junge (Fernsehfilm)
- 1983: Insel der Schwäne
- 1985: Der Staatsanwalt hat das Wort: Vaters Frau (TV-Reihe)
- 1988: Polizeiruf 110: Der Mann im Baum (TV-Reihe)
- 1989: Polizeiruf 110: Drei Flaschen Tokajer
- 1989: Die Besteigung des Chimborazo
- 1992: Großstadtrevier
- 1993: Immer wieder Sonntag
- 1994: Freunde fürs Leben
- 1995: Tatort: Falsches Alibi
- 1996: Der Clown (Fernsehfilm)
- 1996: Adrenalin (Fernsehfilm)
- 1997: Tatort: Undercover-Camping
- 1997–2012, 2019: Alarm für Cobra 11 – Die Autobahnpolizei (Fernsehserie, fünf Folgen)
- 1998–2001: Der Clown (Fernsehserie)
- 1998: Die heilige Hure
- 1999: Götterdämmerung – Morgen stirbt Berlin
- 2002: Körner und Köter
- 2002: Tatort: Bienzle und der Tag der Rache
- 2002: Polizeiruf 110: Angst um Tessa Bülow
- 2003: Hotte im Paradies
- 2004: Agnes und seine Brüder
- 2004: Stefanie – Eine Frau startet durch
- 2005: In aller Freundschaft
- 2005: Der Clown – Payday (Kinofilm)
- 2005: Ein starkes Team
- 2006: Mit Herz und Handschellen
- 2006: SOKO Leipzig
- 2006: Donna Leon – Endstation Venedig
- 2006–2007: SOKO Rhein-Main
- 2006–2021, 2023: Tierärztin Dr. Mertens
- 2008: Die Landärztin
- 2010: Notruf Hafenkante (Fernsehserie) – Folge: Herr Mubiru im Paradies
- 2010: Der letzte Bulle (Fernsehserie) – Folge: Nachtschicht
- 2010: Bei manchen Männern hilft nur Voodoo
- 2011: Glück auf Brasilianisch
- seit 2012: Heiter bis tödlich: Morden im Norden
- 2013: Das Traumhotel – Myanmar
- 2013: Liebe und Tod auf Java
- 2013: Nach all den Jahren
- 2013: Die Landärztin – Entscheidung des Herzens
- 2014: Dr. Klein (Fernsehserie) – Folge: Schluss mit lustig
- 2014: Der Bergdoktor (Fernsehserie) – Folge: Abschiede
- 2015: Mila (Fernsehserie)
- 2015: Kreuzfahrt ins Glück – Hochzeitsreise nach Montenegro
- 2016: Vier gegen die Bank (Kinofilm)
- 2017: Großstadtrevier (Fernsehserie) – Folge: Auf Leben und Tod
- 2017: Die Bergretter (Fernsehserie) – Folge: Winterkind
- 2018: Phantomschmerz (Kinofilm)
- 2019: Notruf Hafenkante (Fernsehserie) – Folge: Der große Knall
- 2022: Die Kanzlei (Fernsehserie) – Folge: Wechselspiel
- 2024: Miss Merkel – Ein Uckermark-Krimi – Mord auf dem Friedhof
- 2024, 2025: Die Kanzlei (Fernsehserie) – Folgen: Schwerer Abschied, Falsche Wege
- 2025: Das Traumschiff – Miami